# The Best of Cascada
The Best of Cascada è un album discografico di raccolta del gruppo musicale dance tedesco Cascada, pubblicato nel 2013.

## Tracce
1. Glorious (Video Edit) – 3:29
2. The World Is in My Hands (Video Edit) – 2:59
3. Evacuate the Dancefloor (Radio Edit) – 3:26
4. The Rhythm of the Night (Video Edit) – 3:22
5. Summer of Love – 3:36
6. San Francisco – 3:46
7. Everytime We Touch (Radio Edit) – 3:17
8. Miracle (Radio Mix) – 3:38
9. What Hurts the Most (Radio Mix) – 3:39
10. Because the Night – 3:24
11. Truly Madly Deeply (Radio Edit) – 2:55
12. Fever – 3:20
13. Pyromania (Radio Edit) – 3:29
14. Dangerous (Radio Edit) – 2:59
15. Perfect Day – 3:42
16. Glorious (Acoustic Version) – 3:39
17. Enemy (Acoustic Version) – 3:53

## Formazione
- Natalie Horler
- DJ Manian
- Yanou